# Somerset, Massachusetts

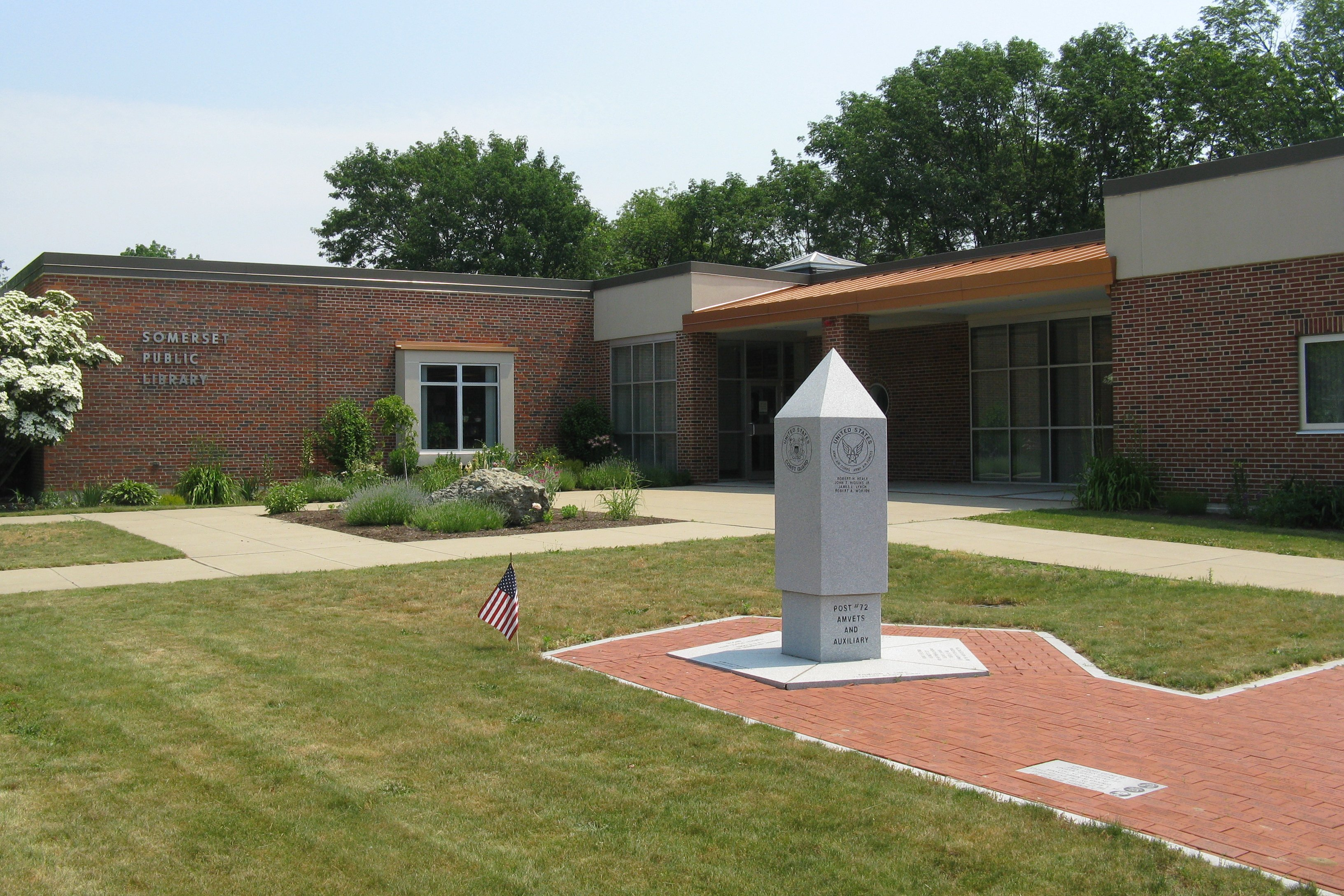

Somerset är en kommun (town) i Bristol County i delstaten Massachusetts, USA, med cirka 18 234 invånare (2000). Den har enligt United States Census Bureau en area på 31 km².